# OX (Band)
OX ist eine 2015 gegründete Alternative-Rock-/Post-Grunge-Band aus Karlsruhe.

## Geschichte
OX wurde von den ehemaligen Mitgliedern der Progressive-Rock Band Fire on Dawson 2015 in Karlsruhe gegründet. Die Band besteht aus Initiator und Namensgeber Simon Ochs (Gesang, Gitarre), Nadir Zee (Gitarre), Niklas Reinfandt (Bass) und Max Siegmund (Schlagzeug).
Noch im Gründungsjahr erschien ihr Debütalbum Rewind to Overwrite, welches von Patrick Damiani im TidalWave Studio gemischt, und von Robin Schmidt bei 24-96 Mastering gemastert wurde, auf allen gängigen Plattformen. Neben den 14 hierbei beinhalteten Songs veröffentlichte die Band im darauffolgenden Jahr 2016 drei Musikvideos.
Nach über 40 deutschlandweiten Live-Auftritten und einer Osteuropa-Tour im März 2017 begann die Band mit Aufnahmen und Produktion zu ihrem zweiten Studioalbum Breaking Point. Im Laufe des Jahres 2019 veröffentlichte die Band 4 Vorab-Singles mitsamt zugehörigen Musikvideos, welche alle in Eigenregie entstanden. Das komplette Album erschien schließlich am 4. Oktober 2019 via Timezone Records. Der Release wurde positiv von Kritikern aufgenommen. Am 28. Mai 2021 erschien ihre Single Blame the Fallen mit dazugehörigem Musikvideo. Produziert wurde der Song von Christoph Wieczorek. Im Jahr drauf erschien die Single Another One to Care mitsamt Musikvideo und ebenfalls wieder in Zusammenarbeit mit Christoph Wieczorek.
Der mit diesen beiden Singles angedeutete Stilwechsel mit Anleihen aus dem Alternative Metal wurde durch die Band auch auf ihrer am 14. Oktober 2022 via 7Hard veröffentlichten EP State of Change gefestigt. Auch diese entstand wieder in Zusammenarbeit mit Christoph Wieczorek sowie Julian Breucker von Sawdust Recordings und wurde ebenfalls positiv von Kritikern aufgenommen. Begleitet wurde der Release von mehreren Musikvideos.
Parallel zu den neuen Veröffentlichungen spielte die Band auch wieder vermehrt Auftritte auf diversen Bühnen in Deutschland, u. a. zum Beispiel als Opener für Kissin’ Dynamite und Doro auf dem „Seebühne rockt!“-Festival 2024.

## Stil
OX Musik lässt sich als Alternative Rock beschreiben, weist aber auch starke Einflüsse aus dem Alternative Metal sowie dem Post-Grunge auf. Zweiteres lässt sich als eine Anlehnung an die Bands verstehen, welche sich Ende der 1990er, Anfang der 2000er gegründet haben. Hierbei bezieht sich die Band auf Vorbilder wie Three Days Grace, Breaking Benjamin, Alter Bridge und Stone Sour.
Allgemein zeichnen sich die Songs der Band durch harte Riffs, rhythmische Strophen und eingängige Refrains aus.
Ihre Texte befassen sich mehrheitlich mit den Problemen der Gesellschaft, des Zwischenmenschlichen und von Beziehungen, wobei es Songwriter Simon Ochs stets um einen philosophischen Ansatz geht.
Das Debütalbum Rewind to Overwrite weist noch Einflüsse aus einem weiten Spektrum von Rock-, Grunge-, Progressive-, bis hin zu Latin auf. Im Gegensatz hierzu hat die Band auf dem zweiten Album Breaking Point einen gefestigteren Stil, der sich klar als Alternative Rock beschreiben lässt. Seit dem Release der Single Blame the Fallen, die den Beginn der Zusammenarbeit mit Sawdust Recordings markiert, finden sich zudem vermehrt Einflüsse aus dem Alternative Metal im Stil der Band. Spätestens mit der EP State of Change haben sich diese endgültig gefestigt und der Band endgültig zu einem eigenen Stil verholfen, der verschiedenen Elemente aus Alternative Rock, Post-Grunge sowie modernem Alternative Metal vereint.

## Rezeption
Das Album Rewind To Overwrite von OX wurde von Michael Haifl auf streetclip.de unter die Top 30 Alben des Jahres 2016 aufgenommen. Besonders zu dem Song Breaking Point bemerkte Haifl, dass die „krachenden Gitarren sich wohltuend aus dem Alternative Rock herausheben“ und „OX durchgehend auf erstklassigem Niveau spielen“. Maria Savva vom Rock’n Roll Music Blog lobte die Band für ihren Mix aus „grungy and melodic rock, with lots of catchy tunes“. Thomas Becker von powermetal.de schrieb, dass die Produktion des Albums Rewind To Overwrite „tontechnisch absolut auf der Höhe“ sei.
Der MusiNah.de-Review charakterisierte Breaking Point als eine gelungene Mischung aus „modernem Grungerock und vertrautem Classic RockSound der ganz Großen“. F. Maier von KMS Reviews bezeichnete Going Down als einen wilden und kraftvollen Song, der genau die Essenz des Rocks einfängt, mit viel Energie und Selbstbewusstsein.
Die Single Blame The Fallen markiere laut mehreren Quellen eine neue Ära für OX. Die Zusammenarbeit mit Christoph Wieczorek (Sawdust Recordings, Annisokay) brächte einen deutlich moderneren und härteren Sound hervor, der sich im Bereich von Modern Rock und Alternative Metal einordnen lässt.
Marc McConville von Tuned Up beschrieb OX als eine dynamische Band, die mit intensivem Instrumentenspiel und fokussierten Darbietungen großes Potenzial für größere Bühnen und Arenen hat. Mit ihrer EP State Of Change habe die Band eine kleine Revolution begonnen, die möglicherweise zu einer noch größeren werden könnte. Kevin Emmers vom Frontstage Magazin verglich den Sound der EP mit den bekannten Bands Godsmack, Seether und Breaking Benjamin und betonte, dass OX mit State Of Change einen international konkurrenzfähigen Sound entwickelt haben, der nicht nach einer deutschen Band klingt.

## Diskografie
- 2015: Rewind to Overwrite [Album] (Independent)
- 2019: Breaking Point [Album] (Timezone Records)
- 2021: Blame The Fallen [Single] (Independent)
- 2022: Another One To Care [Single] (7Hard)
- 2022: State of Change [EP]  (7Hard)